# 何叔惠
何叔惠（1919年10月25日—2012年11月8日），名家㦪，字叔惠，號薇盦。廣東廣州府順德縣水藤鄕人，香港著名國學家，書法家。「小楷王」何幼惠之兄。

## 生平
生於書香世胄，其父為晚清秀才何國溥，大伯父何國澄進士，二伯父何國澧翰林，享「何氏三鳳」之譽。幼承庭訓，得伯父蘭愷太史啟蒙，年少時受學於姊丈老伯淮，待讀於簡竹居高足任子貞秀才。及性尤嚴謹，以孝弟聞於鄉黨。於四十年代來港，先後於崇文英文書院、珠海中學、堅道英文書院擔任國文科老師，曾任永亨銀行及何氏至樂樓中文秘書之職。叔翁曾於學海書樓講學多年，是「碩果詩社」及「披荊文會」的會員。於1976年創設「鳳山藝文院」作育英才，教授國畫書法，及後開設國文課親授古文詩詞。著作有《懷鄉詠》、《三在堂詩書畫冊》、《薇盦存稿》等。